# Stallion Road
Stallion Road est un film américain réalisé par James V. Kern sur un scénario de Stephen Longstreet, et sorti en 1947.

## Fiche technique
- Titre : Stallion Road
- Réalisation : James V. Kern, Raoul Walsh (non crédité)
- Scénario : Stephen Longstreet
- Photographie : Arthur Edeson
- Montage : David Weisbart
- Musique : Friedrich Hollaender
- Société de production : Warner Bros.
- Pays d'origine :  États-Unis
- Langue : Anglais
- Tournage : du 2 avril 1946 à juillet 1946
- Format : Noir et blanc — 35 mm — 1,37:1 — Son : Mono
- Genre : Film dramatique
- Durée : 97 minutes
- Dates de sortie :
- -*  États-Unis : 12 avril 1947

## Distribution
- Ronald Reagan : Larry Hanrahan
- Alexis Smith : Rory Teller
- Zachary Scott : Stephen Purcell
- Peggy Knudsen : Daisy Otis
- Patti Brady as: Chris Teller
- Harry Davenport : Dr. Stevens
- Angela Greene : Lana Rock
- Frank Puglia : Pelon
- Ralph Byrd : Richmond Mallard
- Lloyd Corrigan : Ben Otis
- Fernando Alvarado : Chico
- Matthew Boulton : Joe Beasley